# 亨利·斯库尔克拉夫特
亨利·斯库尔克拉夫特（英語：Henry Rowe Schoolcraft，1793年3月28日—1864年12月10日），出生于美国纽约州的首府奥尔巴尼，是一名人类学家、教育学家、地理學家、地质学家和探险家。他毕业于明德學院，期初从事玻璃制造业，后来因为对生物学的兴趣转而学习自然科学。斯库尔克拉夫特一生的主要贡献包括发现了密西西比河源头、绘制了五大湖地区的第一份大比例尺地图、在《華盛頓條約》的签署上为美国赢得了5.3万平方千米的领土、编纂了第一本印第安人百科、参与创建了密西根大学、创办了美国第一份教育学杂志以及对苏族人的奥吉布瓦语的研究等。